# Liste der Biografien/Gae
Liste der Biografien |
Portal Biografien |
Personensuche
# |
A |
B |
C |
D |
E |
F |
G |
H |
I |
J |
K |
L |
M |
N |
O |
P |
Q |
R |
S |
T |
U |
V |
W |
X |
Y |
Z |
?
 
Ga |
Gb |
Gc |
Gd |
Ge |
Gf |
Gh |
Gi |
Gj |
Gk |
Gl |
Gm |
Gn |
Go |
Gp |
Gq |
Gr |
Gs |
Gu |
Gv |
Gw |
Gy |
Gz
 
Gaa |
Gab |
Gac |
Gad |
Gae |
Gaf |
Gag |
Gah |
Gai |
Gaj |
Gak |
Gal |
Gam |
Gan |
Gao |
Gap |
Gaq |
Gar |
Gas |
Gat |
Gau |
Gav |
Gaw |
Gax |
Gay |
Gaz
Die Liste der Biografien führt alle Personen auf, die in der deutschsprachigen Wikipedia einen Artikel haben. Dieses ist eine Teilliste mit 124 Einträgen von Personen, deren Namen mit den Buchstaben „Gae“ beginnt.

## Gae
- Gae, Mara (* 2005), rumänische Tennisspielerin

### Gaeb
- Gaebel, Claudia (* 1982), deutsche Schauspielerin
- Gaebel, Käthe (1879–1962), deutsche Frauenrechtlerin, Nationalökonomin, Berufsberaterin und Erforscherin der Heimarbeit
- Gaebel, Otto (1837–1906), deutscher Verwaltungsjurist
- Gaebel, Tom (* 1975), deutscher Sänger, Entertainer und BandleaderTom Gaebel (* 1975)

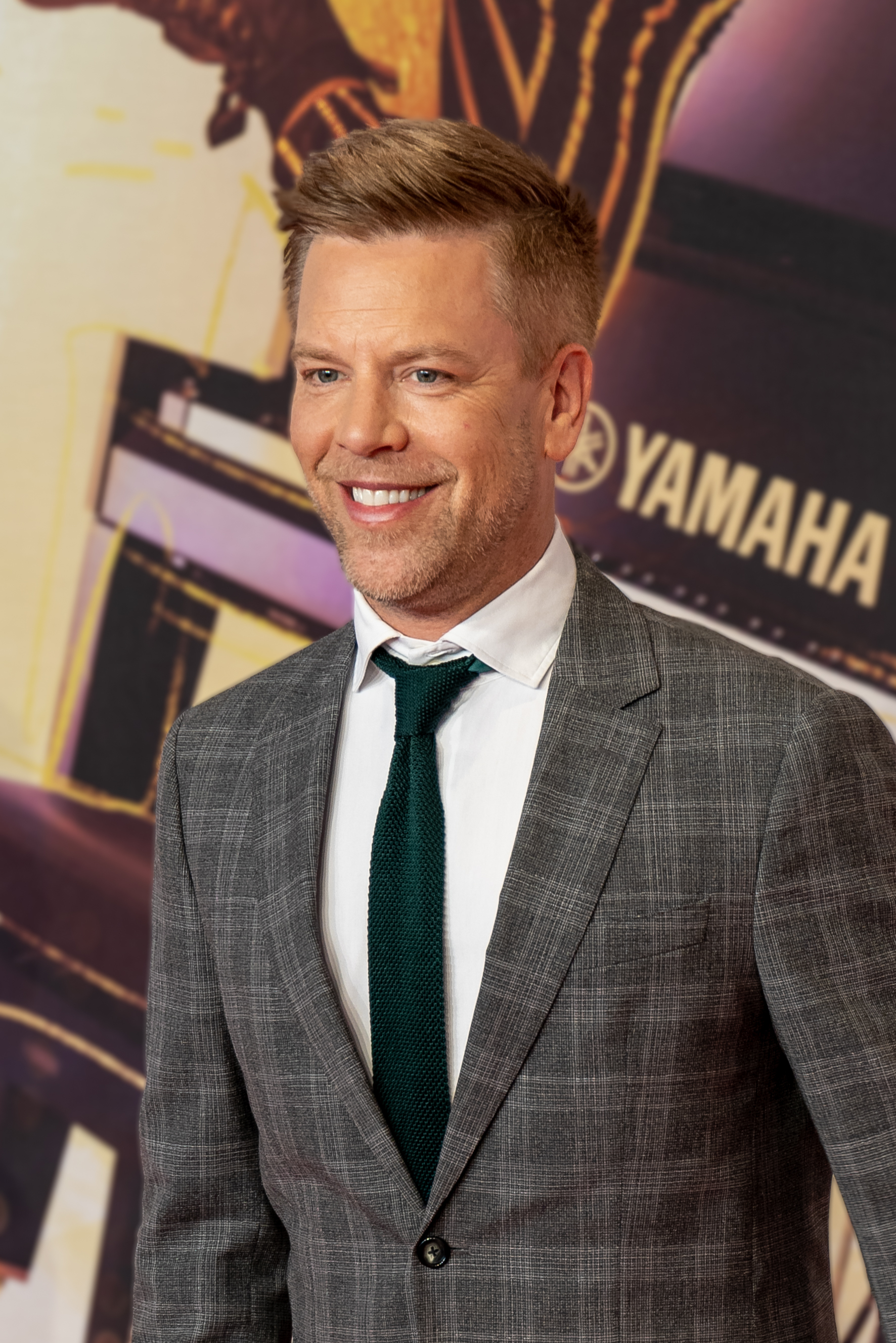
Tom Gaebel (* 1975)

- Gaebel, Willibald (1879–1945), deutscher Kameramann
- Gaebel, Wolfgang (* 1947), deutscher Psychiater, Hochschullehrer und Klinikdirektor
- Gaebelein, Arthur (1891–1964), deutscher Fußballspieler
- Gaebler, Andreas (* 1984), deutscher Fußballspieler
- Gaebler, Christian (* 1964), deutscher Politiker (SPD)
- Gaebler, Eduard (1842–1911), deutscher Kupferstecher, Lithograf, Kartograf und Verleger
- Gaebler, Hugo (1868–1947), deutscher Numismatiker

### Gaec
- Gaechter, Paul (1893–1983), Schweizer Theologe und Jesuit

### Gaed
- Gaedcke, Friedrich (1828–1890), deutscher Apotheker
- Gaedcke, Heinz (1905–1992), deutscher Generalmajor der Wehrmacht und Generalleutnant der Bundeswehr
- Gaede, Alexander (1813–1882), preußischer Generalmajor und Kommandeur der 5. Artillerie-Brigade
- Gaede, Diana (* 1963), deutsche Psychologin, Regisseurin und Schauspielerin
- Gaede, Enrico (* 1982), deutscher Fußballspieler
- Gaede, Friedrich Christian Diederich (1803–1862), deutsch-englischer Porträtmaler
- Gaede, Hans (1852–1916), preußischer General der Infanterie im Ersten Weltkrieg
- Gaede, Heinrich Moritz (1796–1834), deutscher Zoologe und Botaniker
- Gaede, Horst (1926–1999), deutscher Radsportler
- Gaede, Karl-Walter (1928–2021), deutscher Mathematiker
- Gaede, Karsten (* 1976), deutscher Rechtswissenschaftler und Hochschullehrer
- Gaede, Kurt (1886–1975), deutscher Ingenieur
- Gaede, Lamb Lennon (* 1992), US-amerikanische Sängerin
- Gaede, Lynx Vaughan (* 1992), US-amerikanische Sängerin
- Gaede, Max (1882–1969), deutscher Theater- und Filmschauspieler sowie Regisseur
- Gaede, Peter-Matthias (* 1951), deutscher Journalist
- Gaede, Richard (1857–1933), deutscher Altphilologe und Gymnasiallehrer
- Gaede, Werner (1926–2014), deutscher Semiotiker
- Gaede, Wilhelm (1875–1944), deutscher Verwaltungsjurist und Landrat
- Gaede, Wolfgang (1878–1945), deutscher Physiker und Pionier der Vakuumtechnik
- Gaedechens, Cipriano Francisco (1818–1901), deutscher Politiker, MdHB und Historiker
- Gaedechens, Otto Christian (1791–1856), deutscher Kaufmann, Assekuranzmakler, Kunstliebhaber und Numismatiker
- Gaedechens, Rudolf (1834–1904), deutscher Klassischer Archäologe
- Gaedecke, Friedrich von (1776–1840), preußischer Generalmajor
- Gaedeke, Arnold (1844–1892), deutscher Historiker
- Gaedeke, Friedrich (1866–1935), deutscher Vizeadmiral der Kaiserlichen Marine
- Gaedeke, Konrad (1843–1912), deutscher Bankier und Industrieller
- Gaedertz, Alfred (1853–1907), deutscher Eisenbahningenieur
- Gaedertz, Heinrich (1813–1904), Lübecker Kaufmann und Politiker
- Gaedertz, Johann Heinrich (1781–1855), Lübecker Ratsherr
- Gaedertz, Karl Theodor (1855–1912), Literaturhistoriker
- Gaedertz, Theodor (1815–1903), Jurist und Kunstschriftsteller
- Gaedicke, Claus-Lutz (1943–2012), deutscher Bildhauer
- Gaedicke, Johannes (1835–1916), deutscher Chemiker und Schriftsteller
- Gaedke, Jörg (* 1957), deutscher Fußballspieler
- Gaedt, Detlef (1938–2005), deutscher Unternehmer
- Gaedt, Michael (* 1957), deutscher KabarettistMichael Gaedt (* 1957)

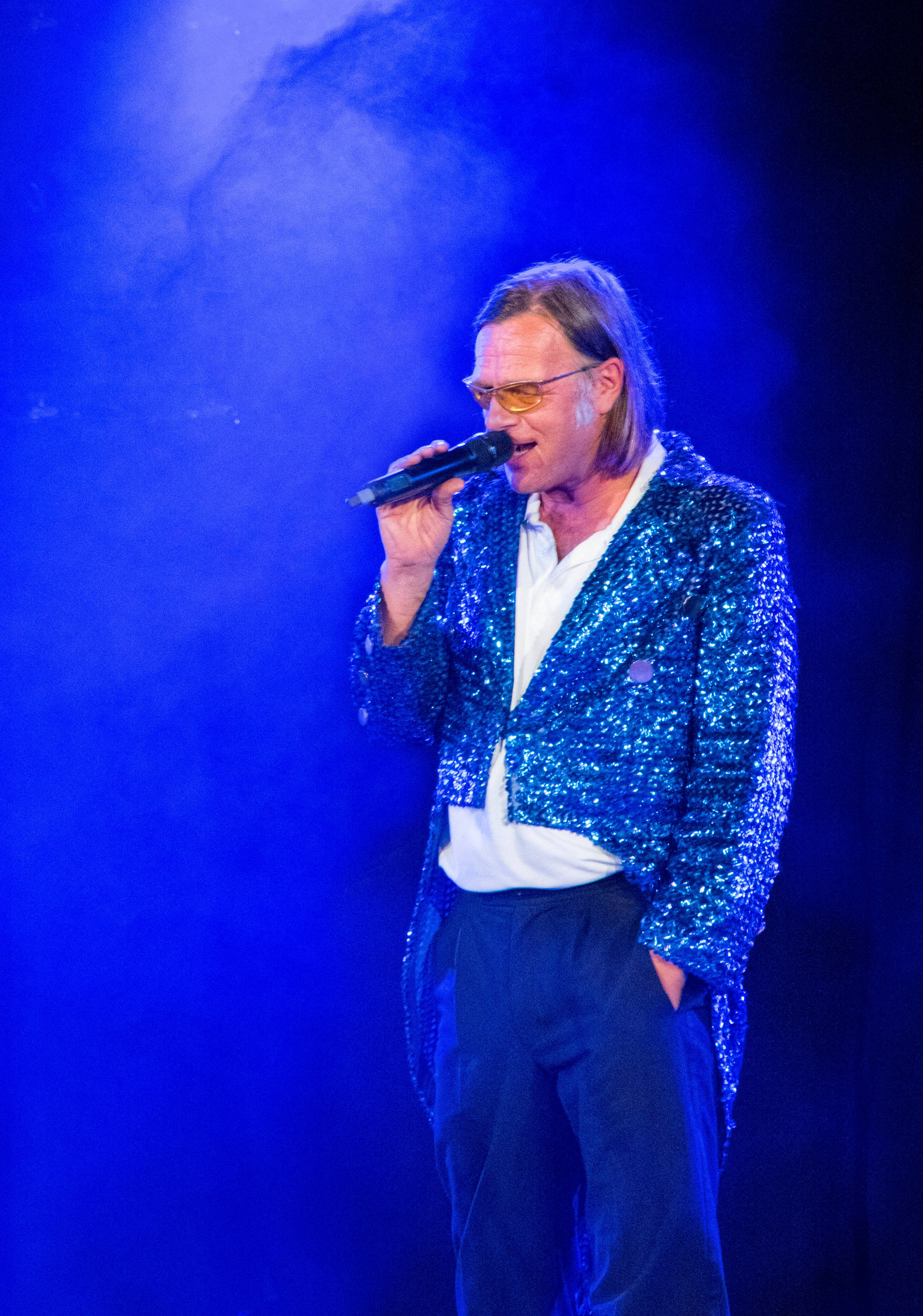
Michael Gaedt (* 1957)

- Gaedt, Peter Paul (1867–1948), deutscher Unternehmer

### Gaef
- Gaeffke, Peter (1927–2005), deutscher Sprachwissenschaftler

### Gaeh
- Gaehde, Christian (* 1875), deutscher Lehrer, Theaterwissenschaftler und Literaturhistoriker
- Gaehme, Tita (* 1949), deutsche Theaterwissenschaftlerin und Historikerin
- Gaehtgens, Christiane (1957–2020), deutsche Generalsekretärin und Bildungsexpertin
- Gaehtgens, Peter (* 1937), deutscher Physiologe
- Gaehtgens, Theophil (1847–1919), deutschbaltischer Geistlicher und letzter livländische General-Superintendent
- Gaehtgens, Thomas W. (* 1940), deutscher Kunsthistoriker

### Gaek
- Gaekwad, Datta (1928–2024), indischer Cricketspieler und Mannschaftskapitän der indischen Nationalmannschaft

### Gael
- Gaël, Anna (1943–2022), ungarische Schauspielerin und Kriegsjournalistin
- Gael, Barent († 1698), niederländischer Maler
- Gaël, Josseline (1917–1995), französische Bühnen- und Filmschauspielerin
- Gaelle, Meingosus (1752–1816), deutscher katholischer Theologe, Physiker und Kirchenmusiker
- Gælok, Stig Riemmbe (* 1961), lulesamisch-norwegischer Schriftsteller und Dichter

### Gaem
- Gaemperle, Daniel (* 1954), Schweizer Maler und Grafiker

### Gaen
- Gaenschalz, Erich (1906–1997), deutscher Historiker und Journalist
- Gaensheimer, Susanne (* 1967), deutsche Kunsthistorikerin und KuratorinSusanne Gaensheimer (* 1967)

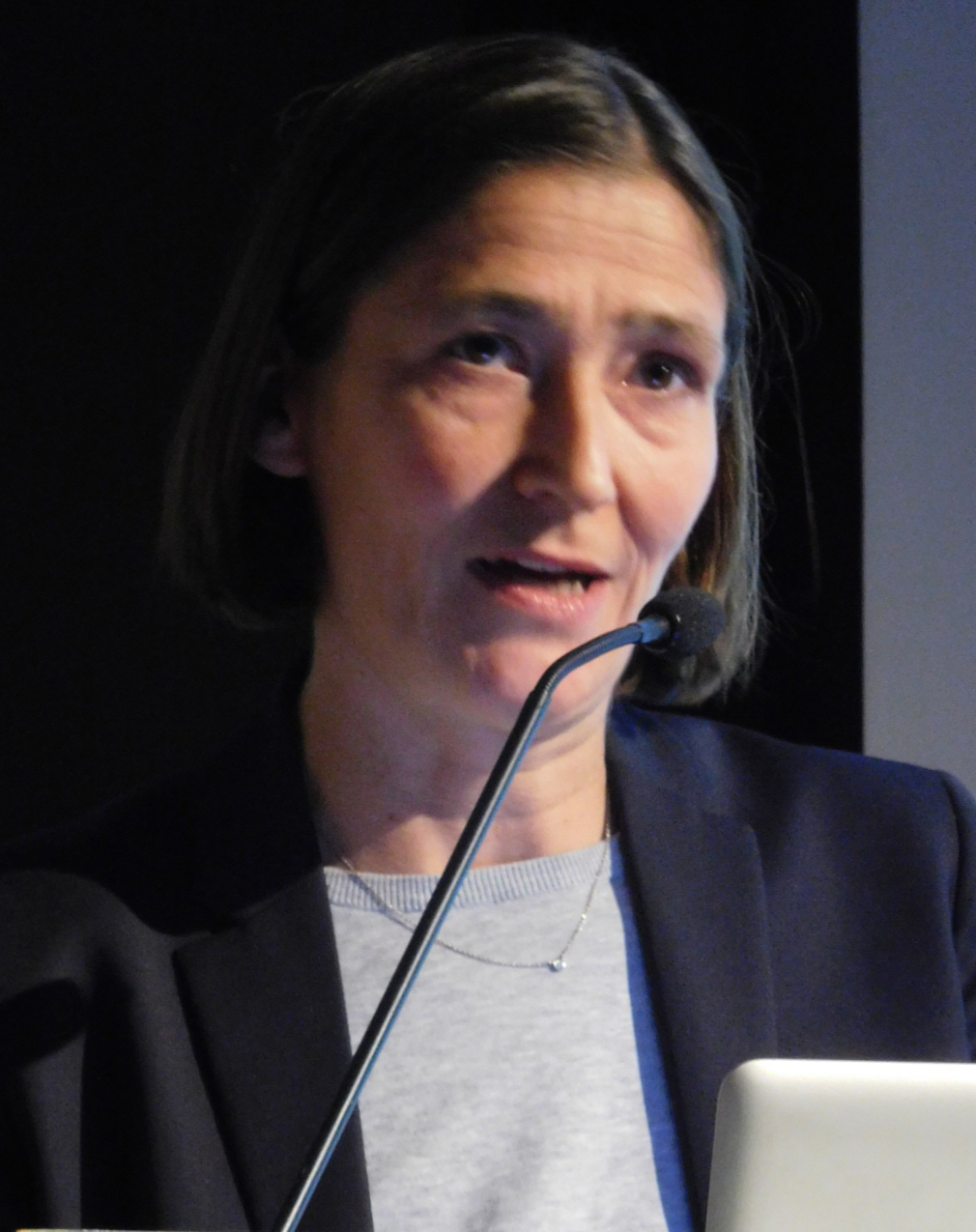
Susanne Gaensheimer (* 1967)

- Gaenssler, Katharina (* 1974), deutsche bildende Künstlerin
- Gaenßler, Michael (* 1942), deutscher Architekt und Hochschullehrer

### Gaer
- Gaerisch, Fritz (1922–2010), deutscher Hämatologe
- Gaerte, Dirk (* 1947), deutscher Politiker (CDU), Landrat des Landkreises Sigmaringen
- Gaerte, Felix (1918–2013), deutscher Diplomat
- Gaerte, Wilhelm (1890–1958), deutscher Archäologe und Museumsdirektor
- Gaertig, Eduard (* 1886), deutscher Lehrer und Politiker (SPD), MdL
- Gaertner, Adrian (1876–1945), deutscher Bergbauingenieur
- Gaertner, Alfred (1930–2011), deutscher Politiker (SPD), MdL
- Gaertner, Alphons (1892–1949), deutscher Politiker (DDP, LDP), MdV
- Gaertner, Bernard (1881–1938), deutscher Landschafts-, Porträt- und Stilllebenmaler der Düsseldorfer Schule
- Gaertner, Carl von (1794–1840), preußischer Landrat in den Kreisen Neuwied und Ahrweiler
- Gaertner, Eduard (1801–1877), deutscher Maler und LithographEduard Gaertner (1801–1877)

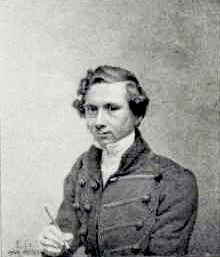
Eduard Gaertner (1801–1877)

- Gaertner, Erich (1882–1973), deutscher Verwaltungsjurist und Kommunalpolitiker
- Gaertner, Ernst August (1794–1862), liberaler Politiker, Unternehmer, Deichhauptmann an der Mittelelbe und Philanthrop
- Gaertner, Franz von (1817–1872), deutscher Verwaltungsbeamter
- Gaertner, Franz von (1895–1974), deutscher Offizier
- Gaertner, Friedrich Wilhelm Abraham (1764–1815), preußischer Justizkommissar und Kriegskommissar in Magdeburg und Fiskal der französischen Kolonie zu Magdeburg
- Gaertner, Gustav (1855–1937), österreichischer Arzt und Pathologe
- Gaertner, Hanna (1899–1948), US-amerikanisch-österreichische Bildhauerin
- Gaertner, Hans-Rudolf von (1906–1982), deutscher Geologe
- Gaertner, Hermann von (1818–1886), preußischer Generalmajor und Inspekteur der 4. Ingenieur-Inspektion
- Gaertner, Hildesuse (1923–2016), deutsche Skirennläuferin und Politikerin (Freie Wähler, CDU)
- Gaertner, Jan Felix (* 1976), deutscher Klassischer Philologe
- Gaertner, Johann Ernst († 1791), Generalsteuerdirektor des Akzisen- und Zollamtes Magdeburg
- Gaertner, Johann Otto von (1829–1894), preußischer Generalleutnant und Inspekteur der 2. Pionier-Inspektion
- Gaertner, Johannes (1912–1996), deutschamerikanischer Kunsthistoriker
- Gaertner, Karl (1823–1886), deutscher Ingenieur, Unternehmer und Politiker der Nationalliberalen Partei (NLP)
- Gaertner, Konstantin von (1805–1885), preußischer Landrat des Landkreises Bernkastel (1832–1844)
- Gaertner, Max (* 1986), deutscher Musiker, Autor und Dozent
- Gaertner, Skylar (* 2004), US-amerikanischer Schauspieler
- Gaertner, Willy (1899–1976), deutscher Rechtsanwalt und Notar
- Gaertner-Fichtner, Irmgard (1930–2018), deutsche Volkswirtin und Politikerin (SPD)
- Gaertner-Griebenow, Günther von (1856–1898), deutscher Diplomat
- Gaertringen, Johann Hiller von (1658–1715), württembergischer Diplomat und Gesandter im Dienst des Herzogtums Württemberg
- Gaeru († 166), König von Baekje, einem der Drei Reiche von Korea (128 bis 166)

### Gaes
- Gaesbeeck, Adriaen van, niederländischer Maler
- Gaessler, Eugen (1897–1984), deutscher Mediziner
- Gaestel, Matthias (* 1958), deutscher Biochemiker und Zellbiologe

### Gaet
- Gaeta, Alexander L. (* 1961), US-amerikanischer Physiker
- Gaeta, Franco (1926–1984), italienischer Historiker
- Gaeta, John (* 1965), Visual Effects-Supervisor
- Gaeta, Walter (* 1969), italienischer Pianist, Komponist und Arrangeur
- Gaetani de Aragonia, Gregorio Giuseppe († 1710), italienischer Geistlicher
- Gaetano, Gianluca (* 2000), italienischer Fußballspieler
- Gaetano, Juan, spanischer Entdecker, der die Inseln von Hawaii entdeckt haben soll
- Gaetano, Rino (1950–1981), italienischer Cantautore (Liedermacher)
- Gaete, Alejandro (* 1986), chilenischer Fußballspieler
- Gaete, Carlos (* 1987), schwedischer Fußballspieler
- Gaete, Eliana (* 1932), chilenische Hürdenläuferin, Sprinterin, Weitspringerin und Mittelstreckenläuferin
- Gaete, Juan Carlos (* 1997), chilenischer Fußballspieler
- Gaete, Manuel (1948–2003), chilenischer Fußballspieler
- Gaetjens, Joseph (1924–1964), US-amerikanisch-haitianischer Fußballspieler
- Gaettens, Richard (1886–1965), deutscher Münzhändler und -sammler, Numismatiker
- Gaetz, Link (* 1968), kanadischer Eishockeyspieler
- Gaetz, Matt (* 1982), US-amerikanischer Politiker der Republikanischen ParteiMatt Gaetz (* 1982)

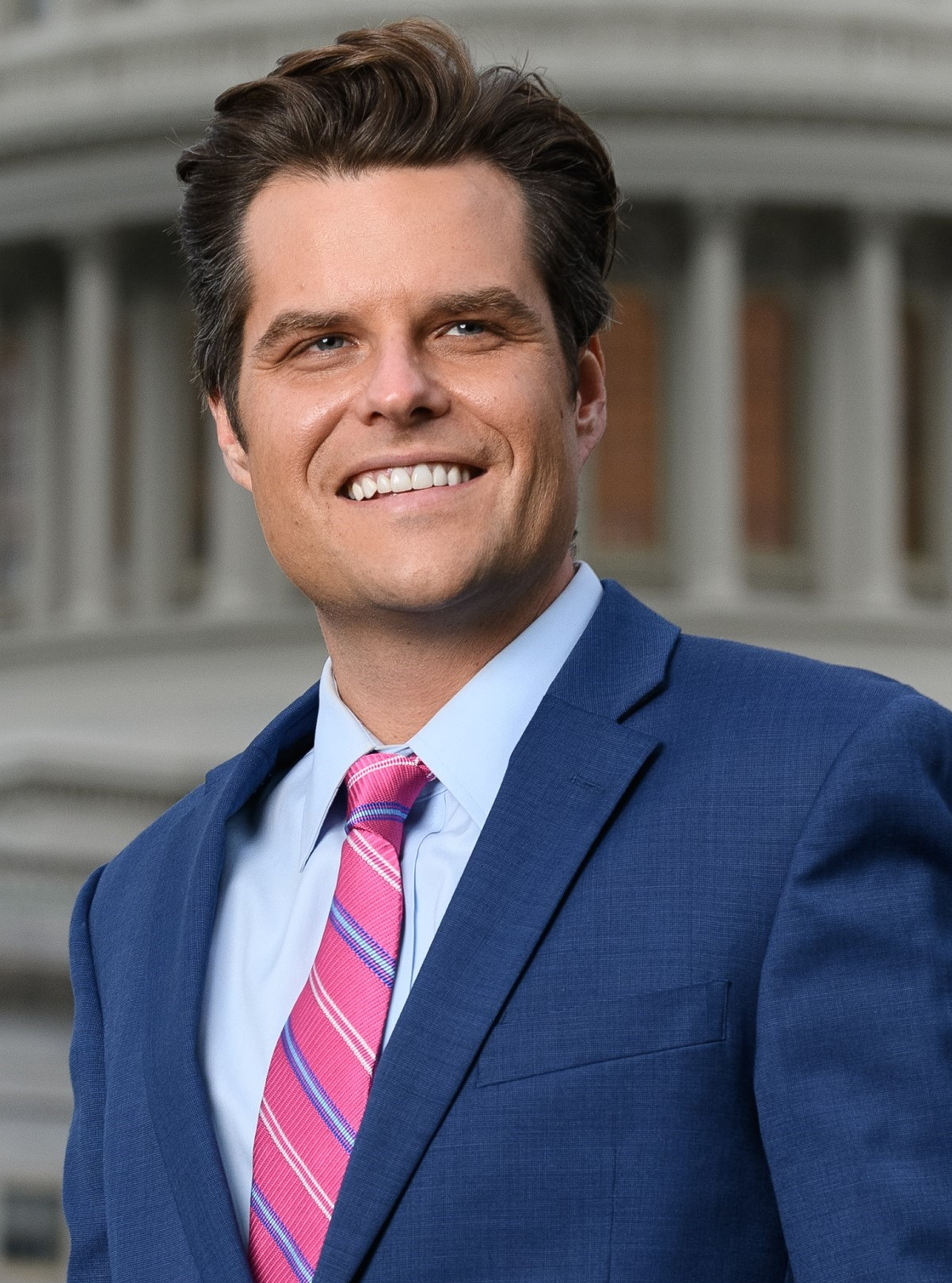
Matt Gaetz (* 1982)

### Gaev
- Gaevert, Thomas (* 1964), deutscher Journalist und freier Autor